# 1925 في المملكة المتحدة
فيما يلي قوائم الأحداث التي وقعت خلال عام 1925 في المملكة المتحدة.

## سياسة

### تعيين في المنصب
- 1 يناير – آرثر هندرسون Chief Whip of the Labour Party [الإنجليزية]‏.

### انتهاء فترة المنصب
- 1 يناير – أوين ماكنيل عضو برلمان أيرلندا الشمالية.
- 1 يناير – كليفورد ألبوت عضو مجلس الشورى البريطاني.
- 20 مارس – جورج كرزون زعيم مجلس اللوردات [الإنجليزية]‏.

## رياضة
- 1 يناير – بطولة ويمبلدون 1925

## ظهور
- 1 يناير – سر جريمة تشيمنيز رواية من تأليف أجاثا كريستي.

## كتب
من الكتب التي صدرت هذه السنة في المملكة المتحدة:
- 1 يناير – سر جريمة تشيمنيز من تأليف أجاثا كريستي.
- 1 يناير – شارع الأحلام من تأليف أجاثا كريستي.
- 14 مايو – السيدة دالواي من تأليف فرجينيا وولف.

## مواليد

### يناير
- 7 يناير – جيرالد دوريل، عالم طبيعة بريطاني.
- 19 يناير – نينا باودن.

### فبراير
- 14 فبراير – أنتوني جيم ساتون كاتب بريطاني.

### مارس
- 4 مارس – آلن باترسبي كيميائي بريطاني.
- 5 مارس – جورج هول رياضياتي بريطاني.
- 11 مارس – بيتر هنت مونتير من المملكة المتحدة.
- 19 مارس – كينيث لانجستريث جونسون مهندس بريطاني.

### أبريل
- 3 أبريل – توني بين

### مايو
- 2 مايو – جون نيفيل ممثل إنجليزي.
- 5 مايو – داني ماكلينن لاعب ومدرب كرة قدم اسكتلندي.
- 14 مايو – أونا أونيل ممثلة من الولايات المتحدة الأمريكية.
- 15 مايو – ماري ليون
- 16 مايو – جون زيمان فيزيائي نيوزيلندي.

### يونيو
- 1 يونيو – روي كلارك لاعب كرة قدم إنجليزي.
- 18 يونيو – روبرت آرثر ممثل من الولايات المتحدة الأمريكية.
- 23 يونيو – أوليفر سميثيز
- 27 يونيو – مايكل دوميت

### يوليو
- 1 يوليو – دونالد ديفيس
- 11 يوليو – دايفيد غراهام ممثل من المملكة المتحدة.
- 17 يوليو – هوارد جونسون لاعب كرة قدم إنجليزي.
- 31 يوليو – أرثور أوليفر لوندال أتكين رياضياتي بريطاني.

### أغسطس
- 18 أغسطس – برايان ألديس
- 27 أغسطس – نات لافتهوس لاعب كرة قدم إنجليزي.

### سبتمبر
- 4 سبتمبر – جون ماكنزي لاعب كرة قدم اسكتلندي.
- 8 سبتمبر – بيتر سلرز بتنحجنبانملنط.
- 27 سبتمبر – روبرت إدواردز

### أكتوبر
- 13 أكتوبر – مارغريت ثاتشر أول امرأة تتولى رئاسة وزراء المملكة المتحدة.
- 16 أكتوبر – أنجيلا لانسبيري
- 26 أكتوبر – دونالد ووكر إحاثي من المملكة المتحدة.
- 29 أكتوبر – روبرت هاردي ممثل بريطاني.
- 31 أكتوبر – جون بوبل

### نوفمبر
- 10 نوفمبر – ريتشارد برتون
- 27 نوفمبر – إيرني وايز
- 27 نوفمبر – جون مادوكس

## وفيات

### يناير
- 1 يناير – بيرسي فاوست (مواليد 1867)
- 1 يناير – دونالد بيتري (مواليد 1846) عالم نبات نيوزيلندي.
- 1 يناير – وليام فيليب هيرن (مواليد 1839) نباتي.
- 1 يناير – وليام واطسون (مواليد 1858)
- 18 يناير – جون مكتاغرت (مواليد 1866) فيلسوف بريطاني.
- 30 يناير – جيم دريسكول (مواليد 1880)

### فبراير
- 3 فبراير – أوليفر هيفسايد (مواليد 1850)
- 22 فبراير – كليفورد ألبوت (مواليد 1836) طبيب بريطاني.

### مارس
- 20 مارس – جورج كرزون (مواليد 1859) سياسي بريطاني.

### أبريل
- 20 أبريل – هربرت لاوفورد (مواليد 1851) لاعب كرة مضرب من المملكة المتحدة.

### مايو
- 7 مايو – دوفتون ستاردي (مواليد 1859) ضابط بحري من المملكة المتحدة.
- 14 مايو – هنري رايدر هاجارد (مواليد 1856)
- 22 مايو – جون فرنش (مواليد 1852)
- 25 مايو – تشارلز ريبنغتون (مواليد 1858)
- 28 مايو – آرثر باتلر (مواليد 1844)

### نوفمبر
- 5 نوفمبر – جون نيوبورت لانغلي (مواليد 1852) عالم وظائف أعضاء من المملكة المتحدة.
- 16 نوفمبر – جوزيف هنري ميدن (مواليد 1859) عالم نبات من المملكة المتحدة.